# Nikolai Tihonov
Nikolai Tihonov (n. 1/14 mai 1905, Harkov, gubernia Harkov⁠(d), Imperiul Rus – d. 1 iunie 1997, Petrovo-Dalnee⁠(d), Krasnogorsky District⁠(d), Moscova, Rusia) a fost un inginer și om politic rus, care a îndeplinit funcția de prim-ministru al URSS (23 octombrie 1980 - 27 septembrie 1985).